# Elvir Koljić
Elvir Koljić (Valladolid, 8 luglio 1995) è un calciatore bosniaco, attaccante del Rapid Bucarest.

## Carriera

### Club
Ha giocato nella prima divisione dei campionati sloveno, bosniaco, polacco e rumeno.

### Nazionale
Nel 2018 ha esordito nella nazionale bosniaca.

## Statistiche

### Presenze e reti nei club
Statistiche aggiornate al 2 luglio 2025.
| Stagione                | Squadra                 | Campionato              | Campionato | Campionato | Coppe nazionali | Coppe nazionali | Coppe nazionali | Coppe continentali | Coppe continentali | Coppe continentali | Altre coppe | Altre coppe | Altre coppe | Totale | Totale |
| Stagione                | Squadra                 | Comp                    | Pres       | Reti       | Comp            | Pres            | Reti            | Comp               | Pres               | Reti               | Comp        | Pres        | Reti        | Pres   | Reti   |
| ----------------------- | ----------------------- | ----------------------- | ---------- | ---------- | --------------- | --------------- | --------------- | ------------------ | ------------------ | ------------------ | ----------- | ----------- | ----------- | ------ | ------ |
| 2013-2014               | Triglav                 | 1. SNL                  | 1          | 0          |                 | -               | -               |                    | -                  | -                  |             | -           | -           | 1      | 0      |
| 2014-feb. 2015          | Krupa                   | PLRS                    | 1          | 0          |                 | -               | -               |                    | -                  | -                  |             | -           | -           | 1      | 0      |
| feb.-giu. 2015          | Borac Banja Luka        | PL                      | 15         | 2          | CB              | 4               | 0               |                    | -                  | -                  |             | -           | -           | 19     | 2      |
| 2015-gen.2016           | Borac Banja Luka        | PL                      | 14         | 0          | CB              | 2               | 0               |                    | -                  | -                  |             | -           | -           | 16     | 0      |
| Totale Borac Banja Luka | Totale Borac Banja Luka | Totale Borac Banja Luka | 29         | 2          |                 | 6               | 0               |                    |                    |                    |             |             |             | 35     | 2      |
| gen.-giu. 2016          | Krupa                   | PLRS                    | 1          | 0          |                 | -               | -               |                    | -                  | -                  |             | -           | -           | 1      | 0      |
| 2016-2017               | Krupa                   | PL                      | 26         | 13         | CB              | 1               | 0               |                    | -                  | -                  |             | -           | -           | 27     | 13     |
| 2017-feb. 2018          | Krupa                   | PL                      | 15         | 6          | CB              | 3               | 5               |                    | -                  | -                  |             | -           | -           | 18     | 11     |
| feb.-giu. 2018          | Lech Poznań             | EK                      | 5          | 0          |                 | -               | -               |                    | -                  | -                  |             | -           | -           | 5      | 0      |
| lug.-ago. 2018          | Krupa                   | PL                      | 7          | 8          |                 | -               | -               |                    | -                  | -                  |             | -           | -           | 7      | 8      |
| Totale Krupa            | Totale Krupa            | Totale Krupa            | 50         | 27         |                 | 4               | 5               |                    |                    |                    |             |             |             | 54     | 32     |
| ago. 2018-2019          | U Craiova               | L1                      | 19         | 13         | CR              | 2               | 1               |                    | -                  | -                  |             | -           | -           | 21     | 14     |
| 2019-2020               | U Craiova               | L1                      | 15         | 6          | CR              | 3               | 0               |                    | -                  | -                  |             | -           | -           | 18     | 6      |
| 2020-2021               | U Craiova               | L1                      | 8          | 6          | CR              | 1               | 0               | UEL                | 1                  | 0                  |             | -           | -           | 10     | 6      |
| 2021-2022               | U Craiova               | L1                      | 32         | 5          | CR              | 5               | 2               | UECL               | 2                  | 0                  | SR          | 1           | 0           | 40     | 7      |
| 2022-2023               | U Craiova               | L1                      | 25         | 4          | CR              | 0               | 0               | UECL               | 6                  | 0                  |             | -           | -           | 31     | 4      |
| 2023-2024               | U Craiova               | L1                      | 23         | 4          | CR              | 3               | 1               |                    |                    |                    |             |             |             | 26     | 5      |
| 2024-feb. 2025          | U Craiova               | L1                      | 18         | 3          | CR              | 2               | 0               | UECL               | 2                  | 1                  | -           | -           | -           | 22     | 4      |
| Totale U Craiova        | Totale U Craiova        | Totale U Craiova        | 140        | 41         |                 | 16              | 4               |                    | 11                 | 1                  |             | 1           | 0           | 168    | 46     |
| feb.-giu. 2025          | Rapid Bucarest          | L1                      | 10         | 2          | CR              | 2               | 0               |                    |                    |                    |             |             |             | 12     | 2      |
| 2025-2026               | Rapid Bucarest          | L1                      | -          | -          | CR              | -               | -               | -                  | -                  | -                  | -           | -           | -           | -      | -      |
| Totale carriera         | Totale carriera         | Totale carriera         | 235        | 72         |                 | 28              | 9               |                    | 11                 | 1                  |             | 1           | 0           | 275    | 82     |

### Cronologia presenze e reti in nazionale
| Cronologia completa delle presenze e delle reti in nazionale ― Bosnia ed Erzegovina | Cronologia completa delle presenze e delle reti in nazionale ― Bosnia ed Erzegovina | Cronologia completa delle presenze e delle reti in nazionale ― Bosnia ed Erzegovina | Cronologia completa delle presenze e delle reti in nazionale ― Bosnia ed Erzegovina | Cronologia completa delle presenze e delle reti in nazionale ― Bosnia ed Erzegovina | Cronologia completa delle presenze e delle reti in nazionale ― Bosnia ed Erzegovina | Cronologia completa delle presenze e delle reti in nazionale ― Bosnia ed Erzegovina | Cronologia completa delle presenze e delle reti in nazionale ― Bosnia ed Erzegovina |
| Data                                                                                | Città                                                                               | In casa                                                                             | Risultato                                                                           | Ospiti                                                                              | Competizione                                                                        | Reti                                                                                | Note                                                                                |
| ----------------------------------------------------------------------------------- | ----------------------------------------------------------------------------------- | ----------------------------------------------------------------------------------- | ----------------------------------------------------------------------------------- | ----------------------------------------------------------------------------------- | ----------------------------------------------------------------------------------- | ----------------------------------------------------------------------------------- | ----------------------------------------------------------------------------------- |
| 28-1-2018                                                                           | Carson                                                                              | Stati Uniti                                                                         | 0 – 0                                                                               | Bosnia ed Erzegovina                                                                | Amichevole                                                                          | -                                                                                   | 46’                                                                                 |
| 31-1-2018                                                                           | San Antonio                                                                         | Messico                                                                             | 1 – 0                                                                               | Bosnia ed Erzegovina                                                                | Amichevole                                                                          | -                                                                                   | 73’                                                                                 |
| 23-3-2019                                                                           | Sarajevo                                                                            | Bosnia ed Erzegovina                                                                | 2 – 1                                                                               | Armenia                                                                             | Qual. Euro 2020                                                                     | -                                                                                   | 87’                                                                                 |
| 7-9-2020                                                                            | Zenica                                                                              | Bosnia ed Erzegovina                                                                | 1 – 2                                                                               | Polonia                                                                             | UEFA Nations League 2020-2021 - 1º turno                                            | -                                                                                   |                                                                                     |
| Totale                                                                              |                                                                                     | Presenze                                                                            | 4                                                                                   |                                                                                     | Reti                                                                                | 0                                                                                   |                                                                                     |

## Palmarès

### Club

#### Competizioni nazionali
- Coppa di Romania: 1

U Craiova: 2020-2021
- Supercupa României: 1

U Craiova: 2021-2022

### Individuale
- Capocannoniere della Coppa di Bosnia: 1

2017-2018 (5 reti)